# Vonyarcvashegy
Vonyarcvashegy é uma vila da Hungria, situada no condado de Zala. Tem 14,28 km² de área e sua população em 2019 foi estimada em 2.172 habitantes.